# Arthur Foote

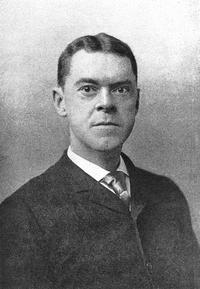
Arthur Foote als junger Mann

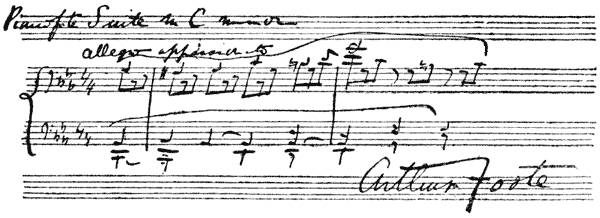
Autograph von Arthur Foote

Arthur William Foote (* 5. März 1853 in Salem, Massachusetts; † 8. April 1937 in Boston, Massachusetts) war ein US-amerikanischer Komponist.
Gemeinsam mit John Knowles Paine, Horatio Parker, George Chadwick, Edward MacDowell und Amy Beach wird er zur Second New England School gezählt, die als Begründer der eigenständigen klassischen Musik in den USA gilt.

## Leben und Werk
Foote studierte am Konservatorium von Boston bei Stephen Albert Emery und an der Harvard University bei John Knowles Paine. Danach nahm er Unterricht bei dem Organisten Benjamin Johnson Lang und wurde Musiklehrer und Organist in Boston.
Er komponierte zwei Orchestersuiten, zwei Ouvertüren, vier Charakterstücke für Orchester (Four Character Pieces after the Rubaiyat of Omar Khayyam), eine Streicherserenade, kammermusikalische Werke, Chorballaden, Klavierstücke und Lieder.
1913 wurde er in die American Academy of Arts and Sciences gewählt.

## Werke (Auswahl)

### Orchesterwerke
- In the Mountains, Konzertouvertüre op. 14
- Francesca da Rimini, Symphonie prologue,  Konzertouvertüre op. 24
- Serenade E-Dur für Streichorchester op. 25 OCLC 915660139
- Violoncellokonzert g-moll op. 33 OCLC 457130383
- Suite D-moll für großes Orchester op. 36, 1896 OCLC 163501055
- Four Pieces after the Rubáiját of Omar Khayyám op. 48
- Suite E-Dur für Streichorchester op. 63, 1909 OCLC 165637433 I Präludium II Pizzicato III Adagietto-Fuge

### Werke für Gesang und Orchester
- The Farewell of Hiawatha für Baritonsolo, Männerchor und Orchester op. 11
- The Wreck of the Hesperus für Solo, Chor und Orchester op. 17
- The Skeleton in Armour für Gemischten Chor und Orchester op. 28

### Kammermusik
- Drei Stücke für Klavier und Violoncello op. 1, 1881 OCLC 884100085
- Streichquartett Nr. 1 g-Moll op. 4, 1885
- Klaviertrio Nr. 1 c-Moll op. 5 OCLC 1374956395
- Drei Charakterstücke für Violine und Klavier op. 9 I Morgengesang II Menuetto serioso III Romanze
- Sonate für Violine und Klavier g-Moll op. 20, 1890 OCLC 767874604
- Scherzo für Violoncello und Klavier op. 22
- Klavierquartett C-Dur op. 23
- Drei Stücke für Flöte und Klavier op. 31 ISBN 978-3-96833-082-2
- Streichquartett Nr. 2 E-Dur op. 23, 1893 OCLC 1244024536 (daraus nur Satz 3 Tema con variationi als op. 32 veröffentlicht), 1901 OCLC 473065416
- Romanza für Violoncello und Klavier  op. 33
- Klavierquintett a-Moll op. 38, 1897 I Allegro giusto, appassionato II Intermezzo – allegretto III Scherzo – vivace IV Allegro giusto

- Melodie für Violine und Klavier, op. 44, 1899
- Klaviertrio Nr. 2 B-Dur op. 65
- Ballade für Violine & Klavier, op. 69, 1909
- Streichquartett Nr. 3 D-Dur op. 70, 1911
- Zwei Stücke für Violine und Klavier op. 74
- Legende für Violine und Klavier op. 76
- Aubade für Violoncello und Klavier op. 77 OCLC 884100318
- Sonate for Violoncello und Klavier e-Moll op. 78 OCLC 884100320 (auch Fassung für Viola)
- Nocturne and scherzo für Flöte und Streichquartett, 1918

### Klaviermusik
- Troix Morceaux op. 3
- Five Pieces op. 6 I Prelude II Nocturne III Sarabande IV Petite Valse für linke Hand allein V Polonaise
- Gavotte und Eclogue op. 8
- Suite für Klavier in d-moll op. 15, I Präludium und Fuge II Romance III Capriccio
- Klavierstücke op. 18
- Zwölf Duette auf fünf Noten für Schüler und Lehrer op. 21
- Neun Etüden op. 27
- Suite Nr.2 c-moll op. 30, 1894 I Appassionata II Romanza III Toccata
- Fünf Bagatellen für Klavier op. 34 I Pierrot II Pierrette III Without haste, without rest, Etude mignonne (Digitalisat bei Google Books) IV Idyl V Valse peu dansante
- Drei Klavierstücke für die linke Jand allein op. 37, 1896 OCLC 1420111278 I Prélude-Etude II Polka III Romanze
- Five poems after Omar Khayyamop 41
- Zwei Kompositionen op. 42 I Scherzino II Etude Arabeske
- Serenade in F op. 45 I Invention II Air III A dance IV FInale
- Twenty Preludes in the form of Short Technical Studies op. 52
- Zwei Kompositionen op. 60 I Revery II A May Song
- Meditation op. 61
- Zwei Kompositionen op. 62 I Whims II Exaltation
- Five silhouettes op. 73, 1913 OCLC 45659303 I Prelude II  Dusk III Valse triste IV Flying cloud V Oriental dance
- From Rest Harrow, Suite für Klavier, 1922 OCLC 44545417 I Morning glories II Rain on the garret roof III A country song IV Country dance V Alla turca

### Orgelmusik
- Drei Kompositionen für Orgel op. 29 I Festival March II Allegretto III Pastorale
- Sechs Stücke für Orgel op. 50 I Meditation II Pater noster III Offertory IV Intermezzo V Prelude VI Nocturne
- Suite in D-Dur für Orgel op. 54, 1904
- Night, eine Meditation für Orgel op. 61
- Sieben Stücke für Orgel op. 71 I Cantilena in G II Solemn March III Sortie in C IV Canzonella V Tempo di Menuetto, Grazioso moderato (Digitalisat bei Hathi Trust Digital) VI Communion VII Toccata
- Christmas für Orgel op. 80

### Lieder
- Vier Gesänge aus Lieder eines fahrenden Gesellen von Rudolf Baumbach op. 39, 1898, englischer Text: Frederick W. Bancroft (Digitalisat bei Hathi Trust Digital) I Bin ein fahrender Gesell II Märzenwind III Herbst IV Triftiger Grund
- Vier Lieder op. 51 OCLC 45866464 I The rose and the gardener II In the story "Beyond the pale": Bisesa sings this song III If love were what the rose is IV Ashes of roses
- Vier Lieder op. 67 OCLC 894892630 I I know a little garden path, Text: Hildegard Hawthorne II Thistle-down, Text: Richard Watson Gilder III Song like a rose should be, Text: Frank Dempster Sherman IV The wanderer to his heart's desire, Text: John S. Reed V A song of summer Text: Ellen Barbour Glines
- Fünf Lieder op. 72 OCLC 58477955 I Dew in the heart of the rose II Love guides the roses III Once at the Angeluse IV Before sunrise
- Three Songs: 1914–1918 op. 79 OCLC 1064904246 I In Flander's fields, Text: John McCrae II The soldier, Text: Rupert Brooke III Oh, red is the English rose, Text: Dr. Charles Alexander Richmond